# جرذ هوفماني
جرذ هوفماني (الاسم العلمي: Rattus hoffmanni) (بالإنجليزية: Hoffmann’s Sulawesi Rat)‏ هو نوع من الحيوانات يتبع جنس الجرذ من الفصيلة الفأرية.